# Nello Buongiorno
Nello Buongiorno (Torre Annunziata, 1º maggio 1946) è un cantante italiano.

## Biografia
Inizia nel 1962 come cantante di pianobar, girando per noti locali notturni di mezza Europa. Dopo un esordio come cantante di pianobar, conobbe l'attore Walter Chiari e il regista Vittorio Caprioli a Positano, dove viveva con la famiglia e gestiva un noto night club-pianobar, "La Fregata", nel quale si esibiva dal vivo tutte le sere, che gli affidano la sigla cantata della trasmissione da loro condotta Io te, tu io in onda su RAI 2. In seguito, ha avuto una parte da solista nel musical Evangelio, presentato nella trasmissione televisiva Incontro con Gesù condotta da Fabio Fazio e Nuccio Fava, per poi partecipare a varie trasmissioni musicali sulle reti RAI e Mediaset.
Nel 1982 ha preso parte al film La Stangata Napoletana - La Trastola diretta da Vittorio Caprioli con Treat Williams . Nel 1995 con il maestro Gianni Mazza canta la sigla della fiction televisiva Positano con Milly Carlucci e Andrea Giordana presentato e cantato anche nelle trasmissioni televisive Uno Mattina, I fatti vostri, Tornando a casa e In famiglia.
Nella stagione televisiva 1996/1997 è cantante solista dell'orchestra di Domenica In, diretta dal maestro Gianni Mazza, e viene invitato più volte alla trasmissione Tappeto volante condotta da Luciano Rispoli e Roberta Capua su TMC. Conosce quindi Mara Venier, conduttrice del programma domenicale di Rai 1, con la quale instaura un rapporto di amicizia e che lo vuole con sé nella trasmissione del mezzogiorno di Canale 5 Ciao Mara (1997).
È tornato a Domenica in nelle edizioni 2002/2003 e 2004/2005, anno in cui ha anche partecipato a Telethon, con la conduzione di Gigi Marzullo.